# Cuñaba
Cuñaba  ist eine Parroquia in der Gemeinde Peñamellera Baja der autonomen Region Asturien. Panes, der Verwaltungssitz der Gemeinde, liegt acht Kilometer entfernt.

## Geographie
Die Parroquia mit ihren 47 Einwohnern (Stand 2011) liegt auf 372 m über NN. Die Parroquia umfasst die

## Weiler und Dörfer
- Cuñaba 35 Einwohner (2011)

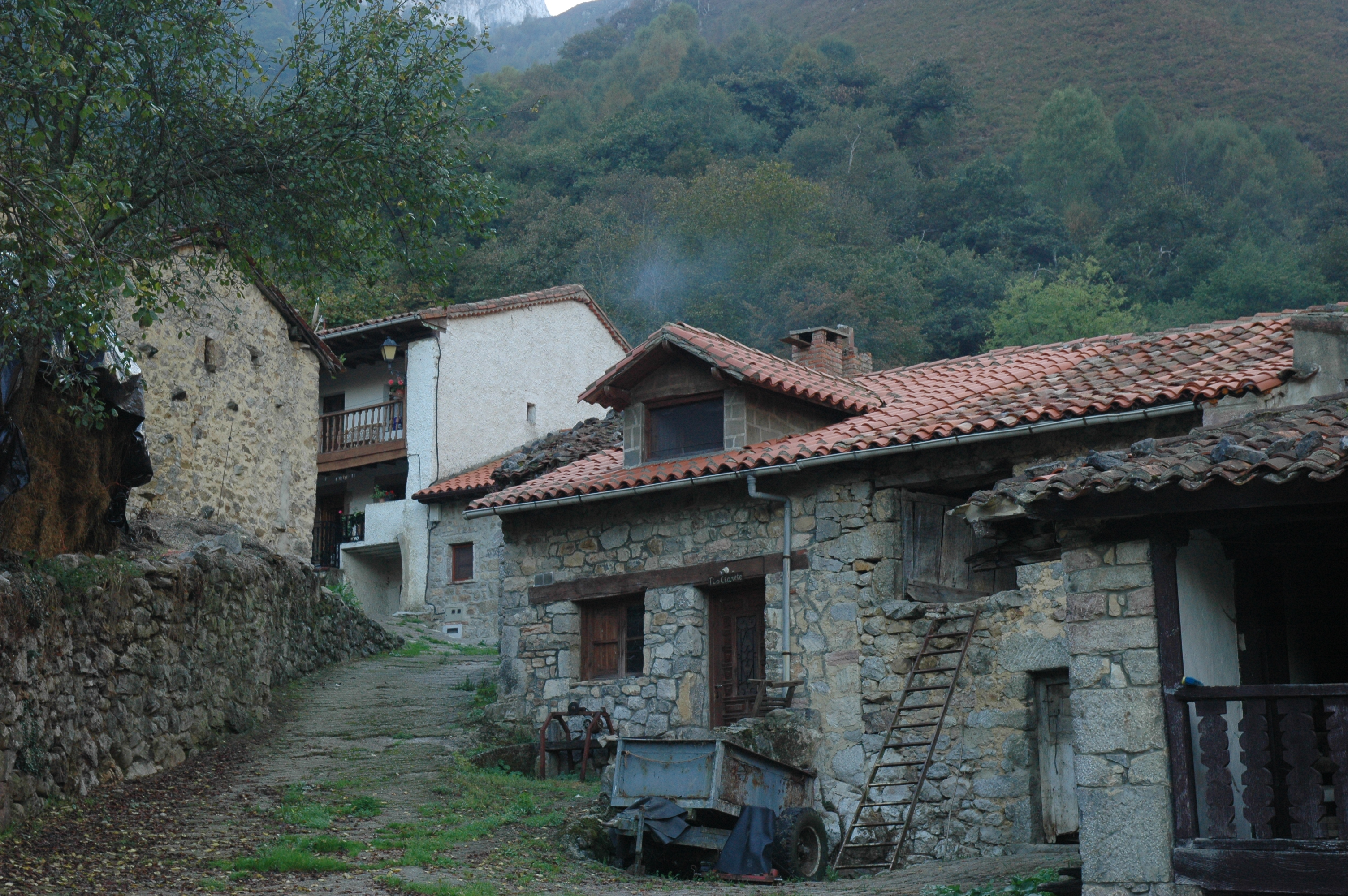
San Esteban

- San Esteban, 12 Einwohner (2011) 43° 16′ 41″ N, 4° 39′ 42″ W

## Klima
Der Sommer ist angenehm mild, aber auch sehr feucht. Der Winter ist ebenfalls mild und nur in den Hochlagen streng.
Temperaturen im Februar 2007 3–9 °C
Temperaturen im August 2007 19–25 °C

## Sehenswürdigkeiten
- Kirche Nuestra Señora de la Asunción aus dem ausgehenden 17. Jahrhundert